# 4853 Marielukac
4853 Marielukac (1979 ML) là một tiểu hành tinh vành đai chính được phát hiện ngày 28 tháng 6 năm 1979 bởi C. Torres ở Cerro El Roble.